# Миссия апостольской веры в Южной Африке
Миссия апостольской веры в Южной Африке (Apostolic Faith Mission of South Africa, AFM)— христианская пятидесятническая церковь в ЮАР. Церковь объединяет 2,2 тыс. поместных общин и более 1,2 млн верующих. (При этом, во время переписи населения в 2001 году лишь 246 тыс. южноафриканцев отнесли себя к прихожанам Миссии апостольской веры, остальные назвались пятидесятниками (всего в ЮАР 3,7 млн пятидесятников разных деноминаций)).
Миссия апостольской веры в Южной Африке является активным участником Всемирного пятидесятнического братства и входит в Международную миссию апостольской веры.
Штаб-квартира организации находится в Йоханнесбурге.

## История
Миссия апостольской веры является одной из старейших пятидесятнических деноминаций в мире. Корни движения уходят в пробуждение на Азуза-стрит в 1906 году.
В мае 1908 года пятеро американских миссионеров Джон Лейк (John Lake), Томас Хезмалхалч (Thomas Hezmalhalch) с женами и А. Леман (A. Lehman) прибыли в Южную Африку из Индианаполиса. Американцы были очевидцами пробуждения на Азуза-стрит, где стали убежденными пятидесятниками. Первые богослужения, проводимые ими в арендованных залах Йоханнесбурга, собирали представителей разных рас и конфессий.
Пятидесятническое учение быстро находило последователей среди сельскохозяйственных работников колонии Оранжевой реки, привлечённых проповедью исцеления. Новые доктрины перенимались целыми общинами из Голландской реформатской церкви, движения святости, сионистского христианского движения и плимутских братьев. Американские миссионеры обнаружили общины, практиковавшие пятидесятнические духовные опыты, но до конца не осознававшие их.
В 1913 году движение получило в ЮАР статус юридического лица. В том же году Джон Лейк и Томас Хезмалхалч вернулись в США; президентом церкви был избран бывший последователь Александра Дауи и миссионер среди зулусов Питер Льюис Ле Ру (P. L. Le Roux), который руководил братством в 1913—1942 годах.
Некоторое время церкви, входящие в Миссию апостольской веры, были межрасовыми. Однако уже в 1919 году, на фоне расового раскола, из церкви вышла группа африканцев и создала Сионскую христианскую церковь.
В 1935 году генеральным секретарем церкви был избран Дэвид Дю Плесси, при котором были налажены тесные контакты с другими протестантскими церквами Южной Африки.
Дю Плесси настаивал на богословском образовании для служителей, более профессиональной музыке. При нём новые церковные здания строились по образцу голландских реформаторских церквей, в самых крупных из них появились духовые органы.
Не все церкви готовы были принять литургические нововведения. В 1958 году из Миссии апостольской веры вышла группа общин, впоследствии организовавших Протестантскую пятидесятническую церковь.
В 1967 году в качестве евангелиста Миссии апостольской веры в Лесото начинает своё служение Рейнхард Боннке.

## Вероучение
Церковь относится к пятидесятникам двух благословений.
Исповедание веры заявляет о триединстве Бога, божественности Христа, богодухновенности Библии, скором пришествии Христа и вечном царствии. Церковь признает два таинства — причастие и водное крещение. Крещение совершается троекратным погружение в воду, что является наследством от влившихся в движение сионистских церквей. Являясь частью пятидесятнического движения, церковь верит в крещения Духом Святым и получение даров Духа Святого.
Своими задачами Миссия апостольской веры считает прославление Бога, проповедь Евангелия и служение верующим.
Богослужения в церквах Миссии апостольской веры сходны с богослужениями традиционных пятидесятнических церквей.

## Современное состояние
В ЮАР значительное число верующих составляют белые африканеры. В церкви растёт число азиатских верующих, обращённых из индуизма, и африканцев, обращённых из племенных религий.
С 1996 года президентом Миссии апостольской веры является д-р Исаак Бургер.

### Международная миссия апостольской веры
Миссионеры церкви стояли у истоков формирования общин ещё в 23 странах мира. В 1996 году была создана Международная миссия апостольской веры, объединившая национальные союзы вне ЮАР. Наиболее крупные из них находятся в странах Южной Африки, Южной Азии и Латинской Америки. Международная миссия апостольской веры действует также в США, Великобритании, Австралии Бельгии и Португалии.
Президентом Международной миссии является д-р Франк Чикане (Frank Chikane).